# Мознико (Леко)
Мознико је насеље у Италији у округу Леко, региону Ломбардија.
Према процени из 2011. у насељу је живело 23 становника. Насеље се налази на надморској висини од 752 м.